# 2013-as angol labdarúgó-szuperkupa
A 2013-as angol labdarúgó-szuperkupa, más néven FA Community Shield a 91. kiírás volt; egy labdarúgó mérkőzés a 2012–13-as bajnokság és a 2012-13-as FA-kupa győztese között. A mérkőzést a londoni Wembleyben rendezték 2013. augusztus 11-én, a két résztvevő a 2012–2013-as Premier League bajnoka, a Manchester United, és a 2012–2013-as FA-Kupa győztese a Wigan Athletic volt. A mérkőzést a Manchester United 2–0-ra nyerte, így története során 20. alkalommal hódította el az angol szuperkupát.

## A mérkőzés

### Részletek
| 2013. augusztus 11. 15:00 CEST | Wigan Athletic | 0 – 2             | Manchester United | Wembley, London Nézőszám: 80 235 Játékvezető: Mark Clattenburg |
| 2013. augusztus 11. 15:00 CEST |                | 0 – 1 Jegyzőkönyv | 6' 59' van Persie | Wembley, London Nézőszám: 80 235 Játékvezető: Mark Clattenburg |

| Wigan Athletic | Manchester United |

| GK         | 1  | Scott Carson         |         |
| RB         | 17 | Emmerson Boyce (c)   |         |
| CB         | 24 | James Perch          |         |
| CB         | 25 | Leon Barnett         |         |
| LB         | 3  | Stephen Crainey      |         |
| CM         | 4  | James McCarthy       | 85'     |
| CM         | 8  | Ben Watson           | 71'     |
| CM         | 16 | James McArthur       | 50' 61' |
| RW         | 10 | Shaun Maloney        | 71'     |
| LW         | 11 | James McClean        | 62'     |
| CF         | 9  | Grant Holt           | 61'     |
| Cserék:    |    |                      |         |
| GK         | 13 | Lee Nicholls         |         |
| MF         | 7  | Chris McCann         | 61'     |
| MF         | 14 | Jordi Gómez          | 71'     |
| FW         | 15 | Callum McManaman     | 62'     |
| MF         | 18 | Roger Espinoza       | 71' 88' |
| MF         | 29 | Nouha Dicko          | 85'     |
| MF         | 32 | Marc-Antoine Fortuné | 61'     |
| Edző:      |    |                      |         |
| Owen Coyle |    |                      |         |

| GK          | 1  | David de Gea      |     |
| RB          | 2  | Rafael da Silva   | 16' |
| CB          | 15 | Nemanja Vidić (c) |     |
| CB          | 4  | Phil Jones        |     |
| LB          | 3  | Patrice Evra      |     |
| CM          | 23 | Tom Cleverley     | 90' |
| CM          | 16 | Michael Carrick   |     |
| CM          | 11 | Ryan Giggs        | 67' |
| RW          | 29 | Wilfried Zaha     | 61' |
| LW          | 19 | Danny Welbeck     | 83' |
| CF          | 20 | Robin van Persie  | 84' |
| Cserék:     |    |                   |     |
| GK          | 13 | Anders Lindegaard |     |
| DF          | 6  | Jonny Evans       |     |
| MF          | 8  | Anderson          | 67' |
| DF          | 12 | Chris Smalling    | 16' |
| MF          | 25 | Antonio Valencia  | 61' |
| MF          | 26 | Kagava Sindzsi    | 83' |
| MF          | 44 | Adnan Januzaj     | 84' |
| Edző:       |    |                   |     |
| David Moyes |    |                   |     |

| JÁTÉKVEZETŐK - Játékvezető-asszisztensek: - Mike Mullarkey - Scott Ledger - Negyedik játékvezető: Michael Oliver A MÉRKŐZÉS JÁTÉKOSA - Michael Carrick | SZABÁLYOK - 90 perces játékidő. - 30 perc hosszabbítás, ha szükséges. - Büntetőpárbaj, ha az állás döntetlen. - Hét nevezett cserejátékos. - Legfeljebb három cserelehetőség. |

### Statisztika
|                      | Wigan | Manchester United |
| -------------------- | ----- | ----------------- |
| Összes lövés         | 1     | 7                 |
| Kaput eltaláló lövés | 0     | 3                 |
| Labdabirtoklás       | 50%   | 50%               |
| Szöglet              | 3     | 5                 |
| Szabálytalanság      | 11    | 14                |
| Les                  | 0     | 0                 |
| Sárga lapok          | 2     | 1                 |
| Piros lapok          | 0     | 0                 |

Forrás: BBC Sport